# 激光干涉引力波天文台
激光干涉引力波天文台（英語：Laser Interferometer Gravitational-Wave Observatory）是探测引力波的一个大规模物理实验和天文观测台，其在美國華盛頓州的汉福德與路易斯安那州的利文斯頓，分別建有激光干涉儀。利用兩個幾乎完全相同的干涉儀共同進行篩檢，可以大幅度減少誤判假引力波的可能性。干涉儀的靈敏度極高，即使臂長為4千米的干涉臂的長度發生任何變化小至質子的電荷直徑的萬分之一，都能夠被精確地察覺。
LIGO是由美国国家科学基金会（NSF）资助，由加州理工学院與麻省理工学院的物理学者基普·索恩、朗納·德瑞福與莱纳·魏斯領導創建的一个科學项目，兩個學院共同管理與營運LIGO的日常操作。在2002年至2010年之間，LIGO進行了多次探測實驗，蒐集到大量數據，但並未探測到引力波。為了提升探測器的靈敏度，LIGO於2010年停止運作，進行大幅度改良工程。2015年，LIGO重新正式探测引力波。LIGO科学协作負責组织参与该项目的人員，估計全球約有1000多个科学家參與探測引力波，另外，在2016年12月約有44萬名活跃的Einstein@Home用户。。
在2016年2月11日，LIGO科学协作和Virgo协作共同发表论文表示，在2015年9月14日检测到引力波信号，其源自於距离地球約13亿光年处的两个質量分別為36太阳质量與29太阳质量的黑洞併合。因為「對LIGO探測器及重力波探測的決定性貢獻」，索恩、魏斯和LIGO主任巴里·巴里什榮獲2017年諾貝爾物理學獎。

## 歷史

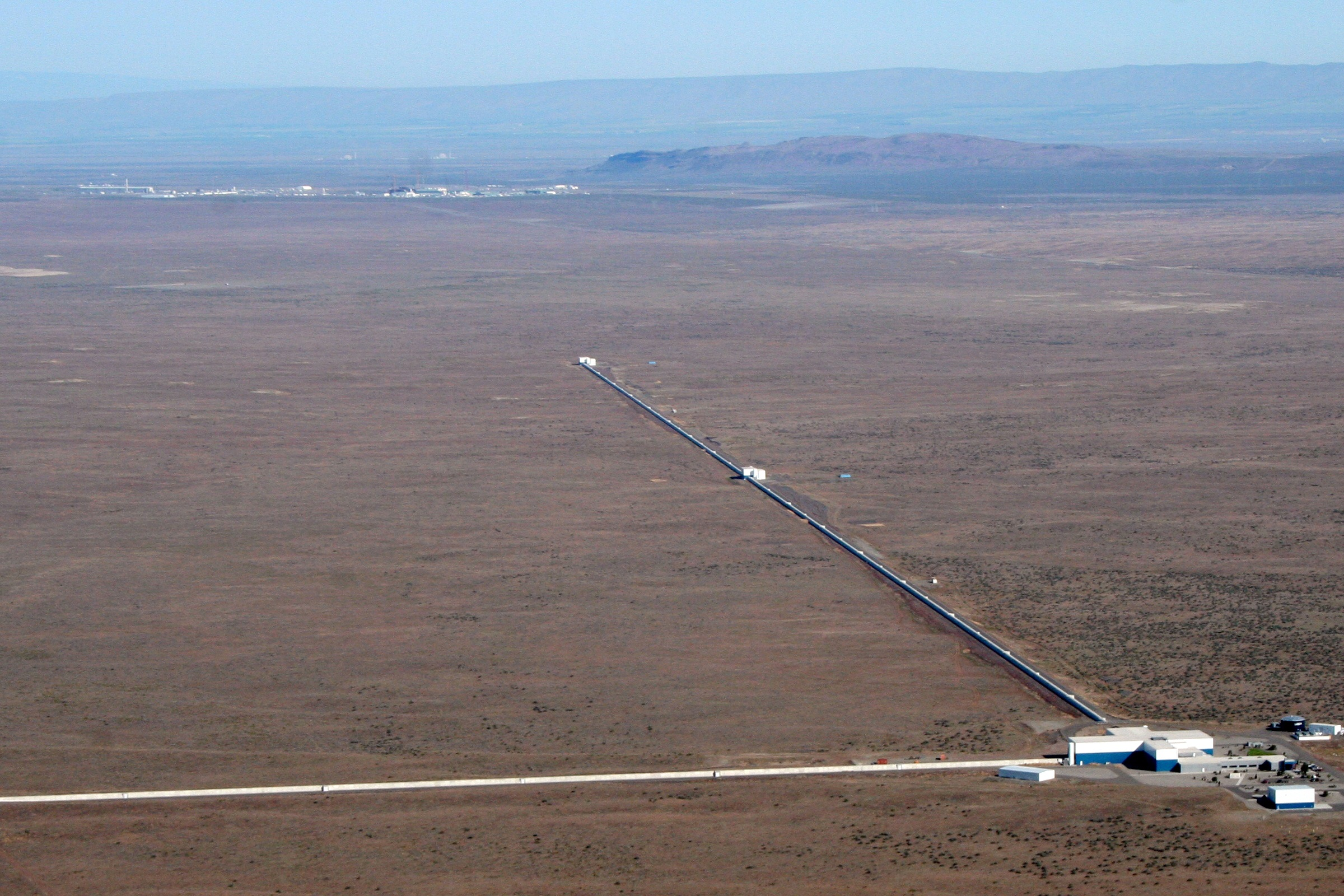
LIGO位於華盛頓州汉福德的探测器，其兩個干涉臂的方位分別為N36°W與W36°S。

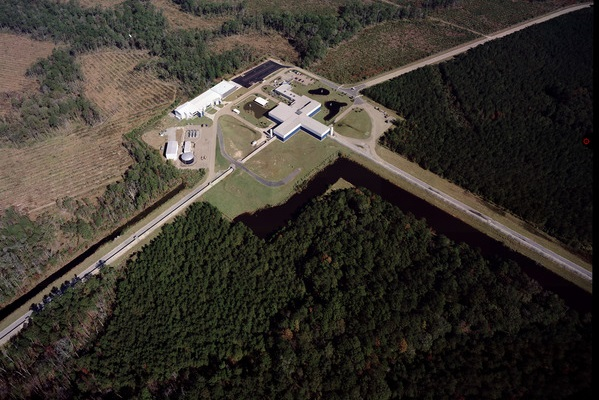
LIGO位於路易斯安那州利文斯頓的探测器，其兩個干涉臂的方位分別為W28°S與S18°E。

引力波是時空的漣漪。1915年，爱因斯坦應用广义相对论來预測引力波的存在，儘管他懷疑引力波是否能被人類發現，因為引力波的波幅非常微小，並且引力波與物質的耦合很微弱。一百年之後，2015年9月14日。激光干涉引力波天文台（LIGO）終於直接探測到引力波。:第1節LIGO的建造目的是直接探測到引力波，從而開啟引力波天文學學術領域。LIGO試圖探測像超新星爆发、兩個黑洞合并、兩個中子星合并等等強勁引力波源所產生的引力波。
俄國物理學者麥可·葛特森希坦與弗拉基斯拉夫·普斯投沃特最早於1962年發表論文提議建造干涉探測器來探測引力波，但是此構想並未獲得重視。四年後，於弗拉基米爾·布拉金斯基再度提出此構想，然而仍舊無疾而終。後來，約瑟·韋伯與莱纳·魏斯也分別曾經獨立發表出類似構想。韋伯的學生羅伯特·弗爾沃德在休斯研究實驗室工作時，受到莱纳·魏斯的鼓勵，決定使用休斯研究實驗室的經費來製造一台干涉儀。1971年，弗爾沃德首先建成臂長8.5m的雛型引力波干涉儀，經過150小時的探測以後，弗爾沃德報告，並未探測到引力波。:第10節
70年代，魏斯團隊在麻省理工學院、漢斯·彼林團隊在德國加興的马克斯·普朗克研究所、朗納·德瑞福團隊在格拉斯哥大學，分別建成並且投入运行雛型引力波干涉儀。同時期，基普·索恩在加州理工學院組成了引力波實驗團隊。1979年，他特別從格拉斯哥大學聘請德瑞福來領導這團隊，並且建造引力波干涉儀。1983年，建成一台40m臂長的引力波干涉儀。在麻省理工學院的魏斯團隊，由於實驗經費較為缺乏，只能建成一台1.5m臂長的引力波干涉儀。兩個團隊激烈地兢爭，試圖計畫與製造更靈敏、更先進的引力波干涉儀。1984年，為了更有效率地運用有限資源，加州理工學院與麻省理工學院同意联合設計與建造激光干涉引力波天文台（LIGO），並且由基普·索恩、朗納·德瑞福 與莱纳·魏斯共同主持這計畫。
1990年，美國國家基金會批准了LIGO計畫。隔年，美國國會開始撥款給LIGO計畫。翌年，選定在路易斯安那州的利文斯頓與在华盛顿州的汉福德分別建造相同的探測器，彼此相距3000公里。這是為了要利用互相关特性來過濾信息，只有两个探测器同时检测到的信息才有可能是引力波的信号。1994年，加州理工學院教授巴里·巴里什被委派為LIGO主任。他建議，LIGO應該設計為一台可以持續演進的探測器，任何零件都可以很容易的進行改良。在他的領導下，開始建造LIGO， 1999年完工。2002年正式進行第一次探測引力波，2010年結束蒐集數據。在這段時間內，並未探測到引力波，但是累積了很多寶貴的實際運作經驗，探測器的靈敏度也越加提升。
在2010年與2015年之間，LIGO又進行了大幅度改良，升級後的探測器被稱為「先進LIGO」（aLIGO）。到2015年9月中旬，“世界上最大的引力波设施”已完成了費時5年，耗資2亿美元的检修，总成本达到6.2亿美元，成為有史以来由NSF资助的最大规模、最雄心勃勃的项目。在2015年9月18日，再次开啟正式观测。這時，先进LIGO的靈敏度已是初始LIGO的约四倍左右，它的灵敏度将进一步提升，直至2021年左右达到设计的灵敏度。
2016年2月11日，LIGO科學團隊與室女座干涉儀團隊宣布，人類於2015年9月14日首次直接探測到重力波。所探測到的重力波源自於雙黑洞併合。兩個黑洞分別估計為29及36倍太陽質量。同年6月15日，兩個團隊又共同發佈聲明表示，第二次直接探测到引力波，其發生於2015年12月26日。從分析相關探測信號，學者認為，該事件是由兩個質量分別為14.2 (+8.3, −3.7) M⊙ 與 7.8 (+2.3, −2.3) M⊙的黑洞併合所造成，其發生地點離地球有14億光年之遠。利文斯頓探測器先探測到引力波，1.1 msec之後，汉福德也探測到引力波。在1秒鐘的探測期內，信號頻率從35 Hz升高至450 Hz。這併合事件被命名為「GW151226」。這探測結果更加證實了廣義相對論。

## 任務
從最初始，NSF就已准許LIGO從事直接探測源自於宇宙的引力波，並且開啟引力波天文學這門新興學術領域。LIGO 實驗室的任務為：
- 探測引力波源。
- 操作LIGO設施，提供相關服務給國內與國際科學團隊。
- 發展先進探測器所需的基礎科學與技術來達到與開拓干涉儀的功能極限。
- 援助關於引力波天文學的科學教育，積極策劃與鼓勵大眾參與相關活動。
- 成功完成先進LIGO計畫。

## LIGO的演化
從最早的計畫開始，LIGO就不曾被預定為一個單一實驗，而是一個不斷進步、精益求精的天文台，其涉及到多世代愈加靈敏的引力波探測器的發展與運作。:第1節

### 初始LIGO

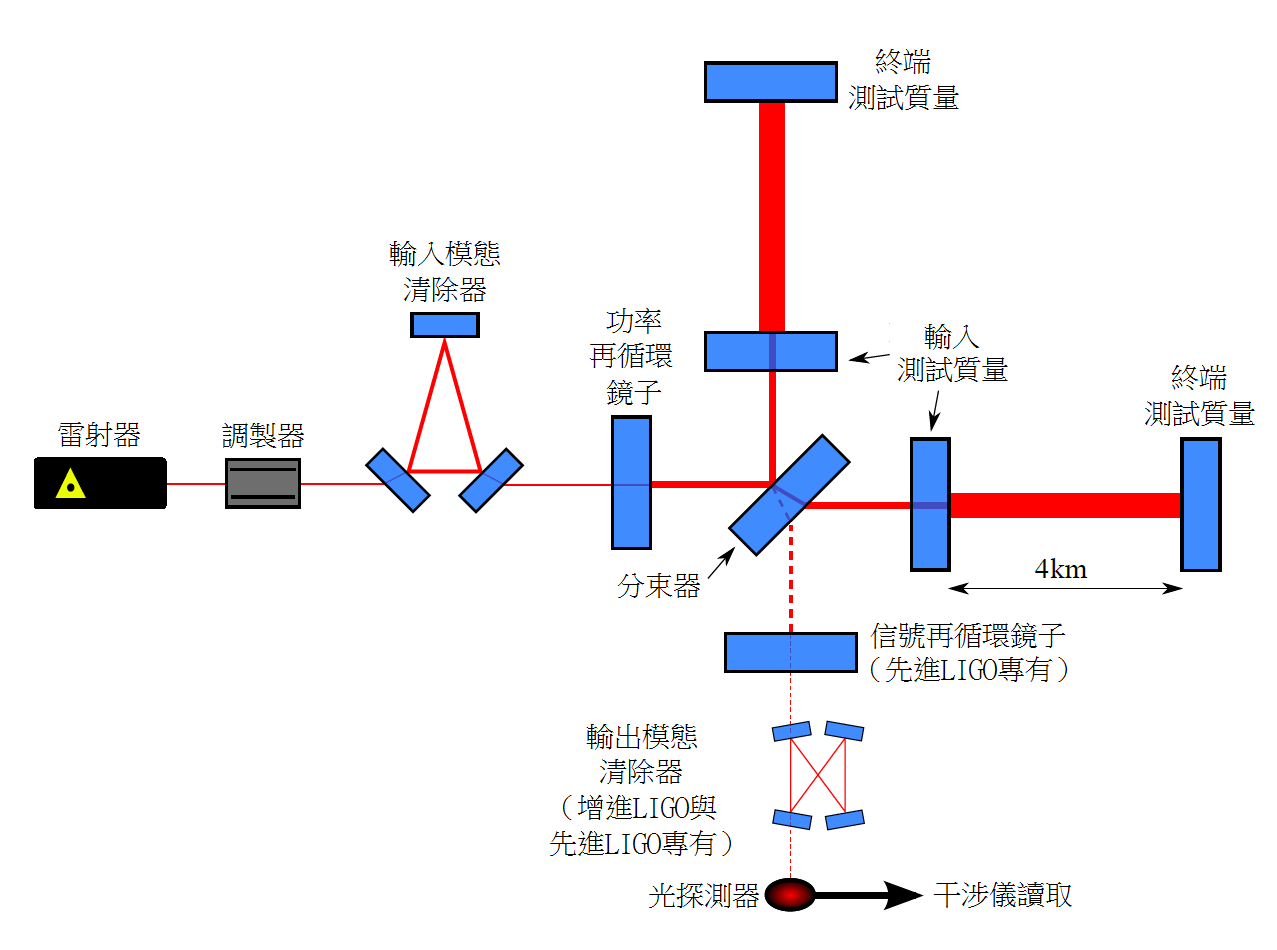
LIGO的簡易布置圖。

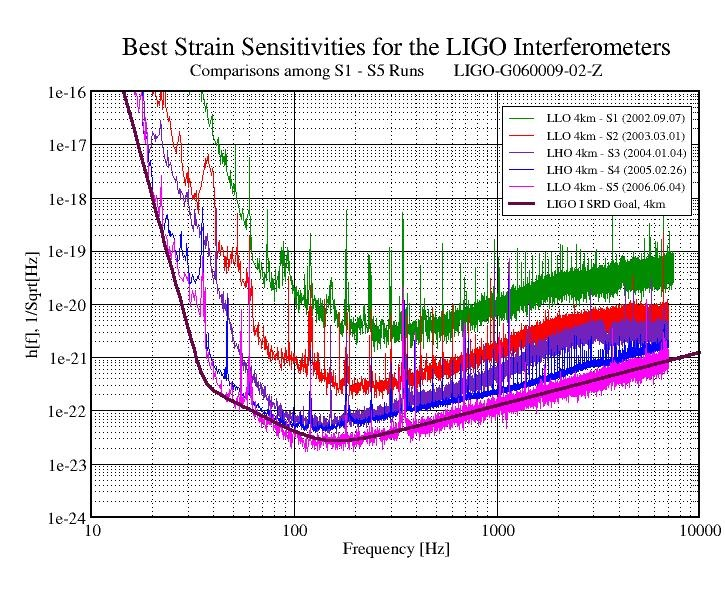
曲線圖展示出初始LIGO第一次科學運行至第五次科學運行(S1-S5)與初始LIGO設計目標的應變靈敏度。

初始LIGO有三個特別設計的邁克耳孫干涉儀分別裝置於兩個天文台：在華盛頓州漢福德區的天文台有兩個干涉儀H1與H2，其干涉臂長分別為4千米與2千米，在路易斯安那州利文斯頓 的天文台有一個干涉儀L1，其干涉臂長為4千米。除了干涉臂長度以外，三個干涉儀幾乎完全相同。這樣裝置的目的在於排除各種當地的噪聲。由於干涉儀的天線方向圖很寬廣，引力波源的定位需要至少使用三個探測器來做三角定位。:第3節
初始LIGO試圖探測在40-7000 Hz頻帶與波幅小至10−21的引力波。建造這麼靈敏的探測器是一件極具挑戰性的工作：若要達到設計標準的應變靈敏度10−21，則必須能探測到約10−18米的干涉臂長度變化，這比質子的直徑還小1000倍！探測器必須採用超特穩定激光器、最尖端的干涉儀技術、前沿光學材料、多層震動隔離等等，才可達到這目標。:第3-4節
主激光器是一種半导体泵浦固体激光Nd:YAG系統，能夠提供約10瓦特頻率穩定與震幅穩定的連續波激光，其模態為TEM00高斯空間模態， 波長為1064nm。激光束首先會通過電光調製器進行 相位调制。之後，激光束才會進入LIGO 真空系統。所有干涉儀的光學組件與光束路徑都被封閉在超高真空系統（壓強約為10−8-10−9托爾）之內，這是為了減少光波與殘餘氣體粒子散射所造成的相位漲落。處於真空的激光束，在經過輸入模態清除器進行高階空間模態的過濾之後，才可進入干涉儀。:第4.2節:第1節
初始LIGO的干涉儀主要有一個50/50分光器與兩個終端測試質量。測試質量的另一個功能是反射光束的反射鏡。激光束被分光器分離成兩個激光束，分別傳播於兩個干涉臂，直到被終端測試質量反射回分光器，兩個激光束在分光器產生干涉現象。假設兩條路徑的程差使得兩個激光束在從分光器通向光探測器之間的輸出支路產生相消性干涉，則光探測器不會量度到激光束的輻照度。當有任何引力波通過干涉儀時，干涉臂就會因應變響應而出現長度變化，從而使得程差被改變，因此光探測器會量度到激光束的輻照度有所改變。:第1節
給定引力波訊號，干涉臂的最優長度是引力波波長的四分之一，這樣，光束可以在干涉臂內傳播半個週期時間，例如，假設引力波的頻率為150 Hz，則波長為2000千米。LIGO干涉儀的干涉臂長為4千米，為了達到約100倍的有效臂長，可以使用法布里-珀罗空腔，其是由「輸入測試質量」與終端測試質量這兩個反射鏡所形成，可以儲存光束在干涉臂內。另外還有一種稱為「功率再循環」的技術。假設干涉儀在通向光探測器的輸出支路出現相消性干涉時，則干涉儀對於輸入激光的功能就如同複合鏡子一般。應用這性質，如圖所示，在輸入口與分束器之間裝設一個功率再循環鏡子，則會形成一個光學空腔，其可有效地增加輸入激光功率40倍，從而增加探測器的靈敏度，因為輸入激光功率的平方根與靈敏度成正比。:第1節
初始LIGO的測試質量是圓筒形的高品質熔凝石英 ，質量約為10 kg，為了達到預定的光學性質，外表塗上幾層四分之一波長的介電材料。輸入測試質量的塗層會吸收激光，因而產生熱力形變，這可以用二氧化碳激光器系統矯正回來。為了隔離干涉儀，降低干涉儀所遭到的地噪聲，每一個測試質量都會用鐵絲懸掛於剛固支承架，其又被固定於四層消極震動隔離平台。:第1節
在低於40 Hz 的頻帶，地矂聲限制了干涉儀的靈敏度。在40-200 Hz 的頻帶，擺系統的熱燥聲是阻礙靈敏度改善的因素。在高過200 Hz 的頻帶，則必須降低散粒噪聲，靈敏度才可獲得改善。:第3.3.2.1節
經過5年努力，在此期間各種儀器的靈敏度被改善了幾個數量級，於2005年，初始LIGO終於達到設計靈敏度。:36從2005年11月至2007年9月，初始LIGO持續地以設計靈敏度運作與蒐集數據進行第五次科學運行（S5）。對於這次實驗，在最靈敏頻率的100 Hz頻帶內，均方根應變噪聲已壓抑至先前未有的水平３×10−22。:第3節

### 增進LIGO
2007年，在S5完成之後，初始LIGO的很多功能都被加以適度提升，由於所涉及的工程有限，只需將初始LIGO的設備稍加改良，不必完全拆除現有設備，就可以達到提升功能的目的。改良後的天文台稱為「增進LIGO」，其意圖提升靈敏度為初始LIGO的2倍，提升宇宙探測容積為初始LIGO的8倍。增進LIGO 還會檢試幾個決定先進LIGO成功與否的關鍵技術，從而降低先進LIGO失敗的風險，提高先進LIGO成功的可能性。以下是增進LIGO 主要的技術改善：:第2節:第3.4.1節
- 為了增加探測器的靈敏度，增進LIGO 提升了激光器的功率，將激光器的功率從10瓦特提升至35瓦特。
- 為了減少散粒噪聲，引力波所造成的響應的讀取方式，從「射頻讀取」被改變為「直接轉換讀取」。
- 為了防止高階橫模態光波入射至光探測器，在輸出口之前，裝置了輸出模態清除器。

由於對於初始LIGO的改良，增進LIGO 在最靈敏頻率的靈敏度實際提升了約30%。增進LIGO 於2009年7月至2010年10月進行了第六次科學運行（sixth scientific run, S6），從分析獲得的數據，雖然沒有找到引力波的信號，但仍舊推論出一些有意思的天文物理學結果。:1

### 先进LIGO

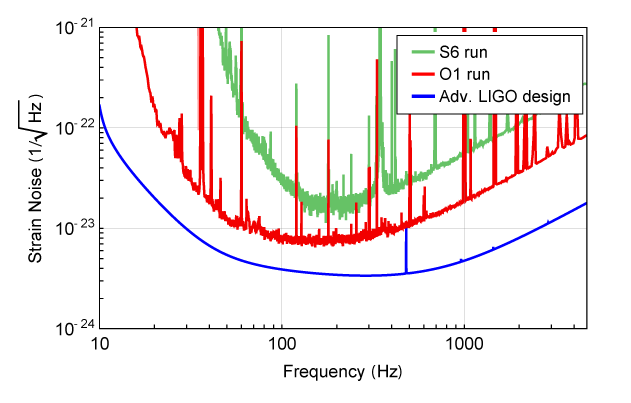
曲線圖展示出增進LIGO第六次科學運行（綠色）、先進LIGO第一次觀測運行（紅色）與先進LIGO設計目標（藍色）的應變靈敏度。

2010年，在增進LIGO結束S6 運作之後，它所使用的第一代干涉儀被完全拆除，這是為了要清空位置來安裝先進LIGO的第二代干涉儀。按照設計規格，先進LIGO的靈敏度將比初始LIGO高出10倍，這意味著先進LIGO找尋引力波的探測半徑會比先前高出10倍，探測範圍也會擴大1000倍以上，能夠探測到的引力波波源比先前要多出1000倍，並且，探測頻帶下限更寬闊地從40Hz降低到10Hz。具備有這樣高靈敏度的先進LIGO，專家預測，每年應該可以探測到十幾個緻密雙星併合事件。但為了要達到設計靈敏度，代價不菲，干涉儀的幾乎每一個組件都必須被更換，新安裝的組件則是經過嚴格測試證實功能更為優良的高端科技產品。在低頻區，頂級的震波隔離技術與測試質量懸掛技術貢獻出高靈敏度；在中頻區與高頻區，更高的激光器功率、更大尺寸與更大質量的測試質量、改良的鏡子塗層是導致高靈敏度的關鍵因素。:1
如同初始LIGO，先進LIGO也使用配備了法布里－珀罗空腔的功率再循環式迈克耳孙干涉仪。除此以外，先進LIGO還在干涉儀的輸出口裝置了「信號再循環鏡」，其能夠調配被散粒噪聲所限制的靈敏度。對於每種不同的引力波源，該技術可以客製地給出優化的靈敏度。:第3節
為了促使被散粒噪聲限制的靈敏度獲得改善，輸入激光器的功率被增加到最大 180瓦特，但在O1僅使用20瓦特，干涉臂的激光循環功率也從初始LIGO的10千瓦特增加到100千瓦特，未來將增加到750千瓦特。:第3節:3-4初始LIGO使用直徑25cm、質量11kg的熔凝石英為測試質量，為了降低熱噪聲，先進LIGO將測試質量的直徑增加為34cm，為了壓抑輻射壓強噪聲至相當於懸掛熱燥聲的水平，先進LIGO又將測試質量的質量增加為40 kg。熔凝石英纖維將測試質量懸掛在半空中，這設計使得可供探測頻率拓寬至10 Hz以上。為了達到先進LIGO的設計靈敏度，頻率10 Hz以上的地面運動被壓抑了10 個數量級：懸掛測試質量的多階擺系統能夠減弱地面運動7個數量級，安置這多階擺系統的主動控制震波隔離平台更加地壓抑3個數量級。:2
2015年9月，經過5年的重新設計與重新建造的工作，耗費2億美金，第一次觀測運行（first observation run, O1）正式開始。這一次，實驗範籌已大幅度改變，很多天文學術界團隊都參與共襄盛舉，先進LIGO可以通知全世界74座觀測天文台中的任何幾座觀測天文台，只需片刻，它們就可以將望遠鏡對準天空，尋找可能引力波源所發射出的光信號。雖然尚未達到設計標準靈敏度，先進LIGO的靈敏度已改善為初始LIGO的3倍。這意味著先進LIGO能夠探測到3倍遠的距離，探測容積為初始LIGO的27倍。在探測器最靈敏的100 - 300 Hz頻帶，O1的應變燥聲比S6 低3 至4倍，在50 Hz頻率，應變燥聲的改善接近100倍。:1
在O1實驗中，LIGO-Virgo聯合團隊觀測到兩次引力波事件GW150914與GW151226。另外一次事件LVT151012發生於2015年10月，但是由於信噪比過低，因此不被確認為引力波事件。O1實驗結束後，觀測行動停止了10個月，這是為了要進行一系列升級工程，因此，利文斯頓設施的靈敏度獲得15–25% 改良，漢福德設施的靈敏度並未獲改良。總體而言，先進LIGO的探測半徑從O1實驗的40–80 Mpc 擴大到第二次觀測運行（second observation run, O2）的目標80–120 Mpc的低端。
第二次觀測運行O2的觀測期是從2016年11月至2017年8月25日。由於測試質量懸掛系統發生問題，直到2017年8月1日，Virgo才正式開始參與合作觀測，這次總共參與了25日。O2期間，又觀測到三次引力波事件GW170104、GW170814與GW170817。特別值得一提的是，GW170817是兩個中子星併合所產生的引力波事件，由於引力波與電磁波首次同時被觀測到，這標誌著多信使天文學的新紀元已經到臨。
未來，將會完成更多觀測實驗，之間，也會進行多次升級工程，目標是在2021年達到設計靈敏度。

## 未来
「LIGO-印度」是倡议中的LIGO实验室和印度引力波观测组织（INDIGO）之间拟议的合作项目，旨在印度打造世界级的引力波探测器。
2024年将升级到Advanced LIGO Plus ，简称 ALIGO+，扩大探测范围。

## 外部連結
- LIGO Scientific Collaboration （页面存档备份，存于） web page
- LIGO Laboratory （页面存档备份，存于）
- LIGO News （页面存档备份，存于） blog
- Living LIGO （页面存档备份，存于） blog: answering questions about LIGO science and being a scientist by LIGO member Amber Stuver
- Advanced LIGO homepage
- Caltech's Physics 237-2002 Gravitational Waves by Kip Thorne Video plus notes: Graduate level but does not assume knowledge of General Relativity, Tensor Analysis, or Differential Geometry; Part 1: Theory (10 lectures), Part 2: Detection (9 lectures)